# 古林喜楽
古林喜楽（こばやし よしもと、1902年5月26日 - 1977年1月11日）は、日本の経営学者。学位は、経営学博士（神戸大学・論文博士・1953年）（学位論文「賃銀形態の研究」）。神戸大学名誉教授。第2代神戸大学学長。「経営労務論研究のパイオニア」と評される。

## 来歴
岩手県一関市出身。兵庫県立神戸商業学校、神戸高等商業学校（現・神戸大学）を経て、1927年京都帝国大学経済学部を卒業した。
卒業後は和歌山高等商業学校講師となり、1928年に教授に昇進する。
1931年、神戸商業大学附属商学専門部教授に転じ、神戸商業大学助教授（1932年）を経て、1940年に教授に昇進した（1944年に大学名の変更で神戸経済大学教授）。この間、経営学の研究のために1937年から1939年にかけて欧米（ドイツ・イタリア・アメリカ合衆国）に在留した。
1951年神戸大学経営学部教授となる。
1953年8月に「賃銀形態の研究」で神戸大学より経営学博士の学位を取得し、12月に学長に就任する。学長は1959年まで務めた。
1966年に定年退官を迎え、名誉教授になるとともに、関西学院大学教授に転じた。広島修道大学短期大学部学長。日本学術会議会員。日本経営学会理事長。
指導学生に戸田義郎第6代神戸大学学長など。

## 著書
- 『経営労務論』東洋出版社 1940
- 『戦時労働と経営』甲文堂書店 1943
- 『経営経済学』三笠書房 経済学全書 1950
- 『賃銀形態論』森山書店 1953
- 『教授・学長・学生』日本評論社 1967
- 『経営労働論序説』ミネルヴァ書房 1967
- 『古林喜楽著作集』全9巻　千倉書房

第1巻　経営学原論　1978
第2巻　経営労務論　1979
第3巻　ドイツ経営経済学　1980.
第4巻　経営経済学　1980
第5巻　経営学の進展　1981
第6巻　経営学の思い出　1983
第7巻　労務論論稿　1984
第8巻　労使関係論　1985
第9巻　賃銀論　1986

### 共編著
- 『講座現代経営経済学 第1 経営経済学本質論』三戸公共編 中央経済社 1970
- 『日本経営学史 人と学説』全2巻 編著 日本評論社 1971-77